# Oblast' di Kamčatka
L'oblast di Kamčatka in russo Камчатская область? è stata un'oblast' della Russia, situata nell'estremo oriente della Russia, bagnata ad est dall'oceano Pacifico e dal mare di Bering e ad ovest dal mar di Ohotsk.

## Storia e geografia
Conquistata dai russi nel 1732, costituiva la parte meridionale della penisola omonima, era prettamente montuosa (Ključevskaja Sopka 4750 m e Korjakskaja Sopka 3456 m le cime più alte) e conta un unico fiume importante (Kamčatka).
Il sottosuolo offriva ricchi giacimenti minerari (ferro, rame, oro, carbone e petrolio), mentre il clima è freddo e la scarsa popolazione, per circa la metà concentrata nella capitale, si dedicava alla pesca, all'allevamento delle renne ed alla caccia.
Capitale dell'oblast' era la città di Petropavlovsk-Kamčatskij (230 000 abitanti) sulla costa orientale della penisola. Importante porto commerciale e peschereccio con industrie alimentari e meccaniche. Fondata da Vitus Bering nel 1740 possiede l'unico aeroporto della penisola ed un noto Istituto di oceanografia. Altri centri abitati, noti per la pesca sono: Ossora, Korf, Ozernovskij e Kamenskoe.
Il primo gennaio del 2007 è entrata in vigore una modifica amministrativa che ha fuso l'oblast' della Kamčatka con il circondario dei Coriacchi, riunendo così tutta la penisola in un'unica entità amministrativa denominata Kraj di Kamčatka.